# Antonia Stergiou
Antonia Stergiou (griechisch Αντωνία Στεργίου, * 7. Juli 1985) ist eine griechische Hochspringerin.
Sie wurde Siebte bei den Junioren-Weltmeisterschaften 2004, gewann die Silbermedaille bei den U23 Leichtathletik-Europameisterschaften 2007 und die Bronzemedaille bei den Mittelmeerspielen 2009. Sie nahm an den Leichtathletik-Weltmeisterschaften 2007, den Olympischen Spielen 2008, den Halleneuropameisterschaften 2009 und den Leichtathletik-Weltmeisterschaften 2009 teil, verpasste aber jeweils das Finale. Bei den Leichtathletik-Europameisterschaften 2010 wurde sie Achte.